# Минамото-но Ёриёси
Минамото но Ёриёси (яп. 源頼義, みなもと の よりよし; 998 — 27 августа 1075) — японский самурайский военный периода Хэйан. Глава рода Минамото в 1048—1075 годах.

## Биография
Сын аристократа Минамото-но Ёринобу. Родился в провинции Кавати (город Хабикино префектуры Осака). Учился преимущественно владению оружием. В 1028 году поступил в императорские войска. В 1030—1031 году воевал в провинции Канто в отряде отца против мятежного феодала Тайра Тадацунэ. В 1051 году назначается губернатором провинции Муцу.
Во время Девятилетней воины (1051—1062) вместе с сыном Минамото-но Ёсииэ вел борьбу с кланом Абэ. Правительство сочло необходимым сместить Абэ Ёритоки с должности наместника и главнокомандующего за злоупотребление властью. Вместо него был назначен Минамото-но Ёриёси. В 1057 году последний победил Абэ Ёритоки, который погиб. Однако его сын Садато продолжил борьбу. В 1062 году Ёсиёси, получив помощь от дружественного клана Киёхара, разгромил Абэ Садато в битве при Куриягаве. В 1063 году по приказу Ёсиёки построен синтоистский храм Цуругаока Хатимангу. В благодарность за поддержку уступил пост губернатора провинции Муцу роду Киёхара. В 1065 году стал монахом.